# Crass
Crass var ett brittiskt punkband bildat 1977 som anses lagt grunden till den anarkistiska ideologins framväxt i punkrörelsen. Bandet förespråkade starkt användandet av DIY (Do-it-Yourself) och kritiserade många av dåtidens politiska band för att äta ur handen på de kommersiella skivbolagen. Bland annat startade bandet ett kollektiv under namnet "Dial House" som kom att bli utgångspunkten för skivbolaget Crass Records där dels deras egna skivor släpptes men även en lång rad av andra anarkopunkbands verk. Kollektivet spred även propaganda, organiserade husockupationer och demonstrationer och blev därmed en knutpunkt för den anarkistiska punkrörelsen i England.
I kollektivet startades även ett eget skivpresseri och tryckeri där medlemmarna fick jobba flitigt för att hinna med den våg av beställningar som kom från platser runt om i landet och övriga världen. Bandet lyckades ta sig så långt som upp till toppen av den engelska topplistan och citerades senare i det brittiska parlamentet genom textraden, "How does it feel to be the mother of a million dead children", riktat mot Margaret Thatcher.
Efter bandet och kollektivets upplösning står Crass kvar som en förebild för en hel rörelse men även som en estetisk pionjär för punkkonst som fortfarande flitigt kopieras till nya tidningar och skivomslag. 

## Medlemmar
- Steve Ignorant (född Steven Williams 1957 i Stoke on Trent) – sång
- Eve Libertine (född Bronwyn Lloyd Jones 1949 i Liverpool) – sång
- Joy De Vivre (född i Chipping Ongar, England) – sång
- N. A. Palmer (född Andrew Palmer) – gitarr
- Phil Free (född Phil Clancey) – gitarr
- Pete Wright (också känd som Pete Wrong) – basgitarr, sång
- Penny Rimbaud (född Jeremy John Ratter 8 juni 1943 i London) – trummor
- Gee Vaucher (född 1945 i London) – piano, radio, omslag
- Mick Duffield – filmer
- Steve Herman – gitarr
- John Loder (född 7 april 1946 i Newton Abbot, Devon) – ljudtekniker

Bildgalleri

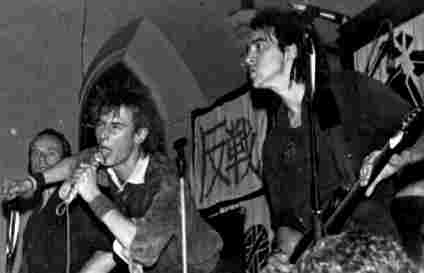
Crass live
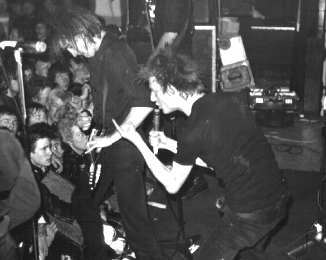
Crass
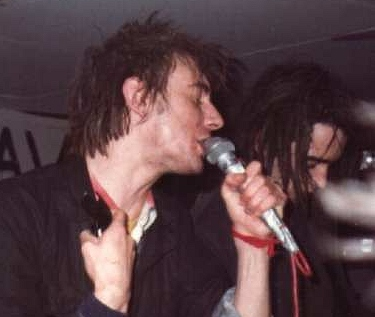
Steve Ignorant 1981

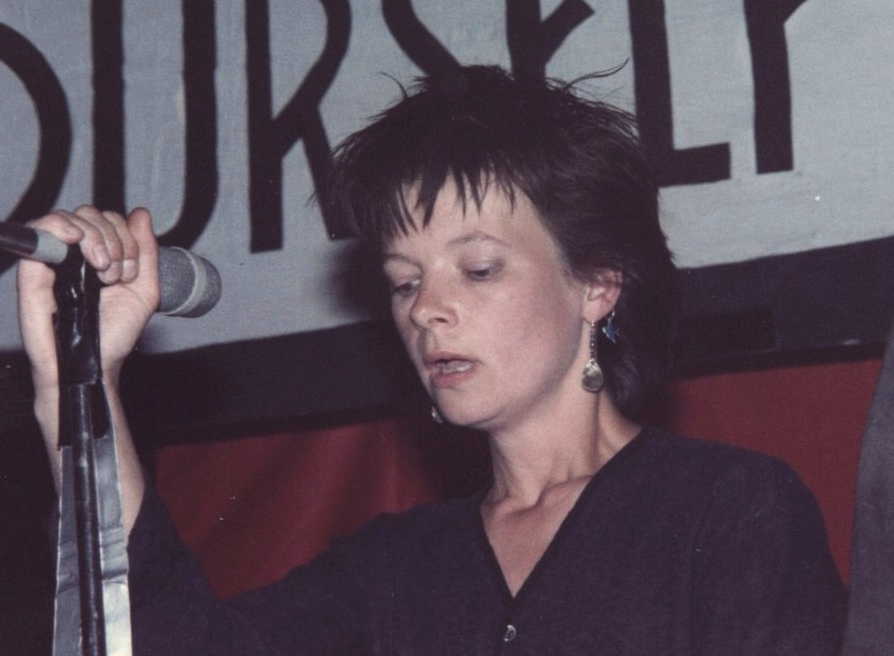
Eve Libertine
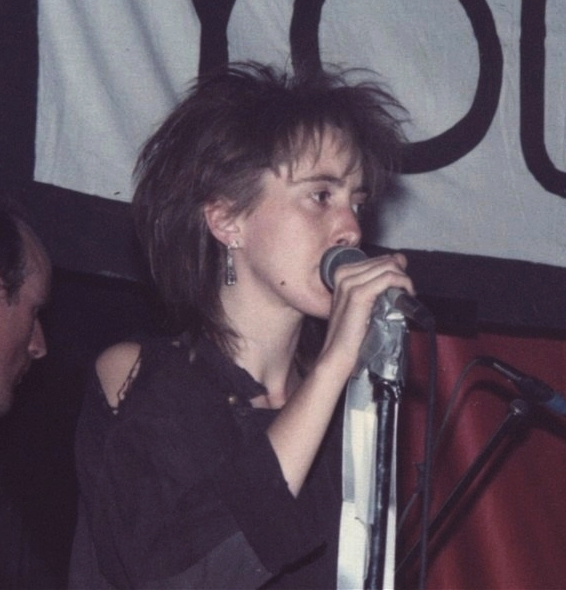
Joy De Vivre
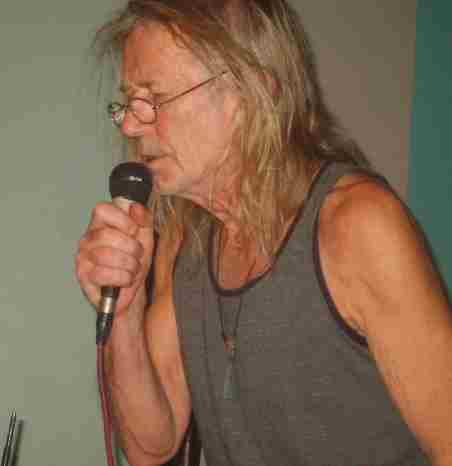
Penny Rimbaud
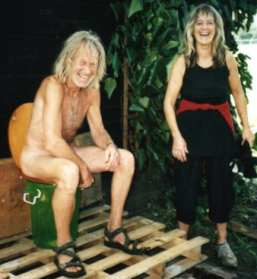
Penny Rimbaud och Gee Vaucher

## Diskografi
(Allt utgivet på Crass eget skivbolag om inget annat anges.)
- The Feeding Of The 5000 (12" EP, 1978, först utgiven på Small Wonder Records) med låten Angels
- "Reality Asylum" (7", 1978)
- Stations Of The Crass (LP, 1979)
- "Bloody Revolutions" (singel, utgiven tillsammans med Poison Girls, 1980)
- "Tribal Rival Rebel Revels" (Flexidisc-singel som följde med fanzinet Toxic Grafity, 1980)
- The Feeding of the 5000 (Second Sitting) (1980, återutgivning av Small Wonder-utgåvan på Crass Records, med spåret "Asylum" som tidigare fattats)
- "Nagasaki Nightmare" (singel, 1981)
- Penis Envy (LP, 1981)
- "Our Wedding" (flexidisc-singel inspelad under namnet Creative Recording And Sound Services, som följde med tidningen Loving)
- "Merry Crassmas" (singel, 1981)
- Christ The Album (dubbel-LP, 1982)
- "Sheep Farming In The Falklands" (singel 1982, från början distribuerad anonymt som flexidisc)
- "How Does It Feel To Be The Mother Of 1000 Dead?" (Singel 1983)
- "Whodunnit?" (Singel, 1983, pressad på "shit coloured vinyl", Crass svar på omvalet av Margaret Thatcher)
- Yes Sir, I Will (LP, 1983)
- "You're Already Dead" (singel, 1984)
- Acts Of Love (LP och bok, 1985)
- "Ten Notes On A Summer's Day" (12" EP, 1986)
- Best Before 1984 (LP-samlingsskiva, 1986)
- Christ: The Bootleg (inspelad live i Nottingham, 1984, utgiven 1989 på Allied Records)
- Christ: The Movie (kortfilmer av Mick Duffield som visades på Crass framträdanden, VHS, utgiven 1990)
- Semi-Detached (videokollage av Gee Vaucher, 1978-1984, VHS, 2001)
- You'll Ruin It For Everyone (inspelad live i Perth, Skottland, 1981, utgiven 1993 på Pomona Records)